# Untulanharju
Untulanharju est un esker situé dans le quartier Lammi d'Hämeenlinna en Finlande,.

## Présentation

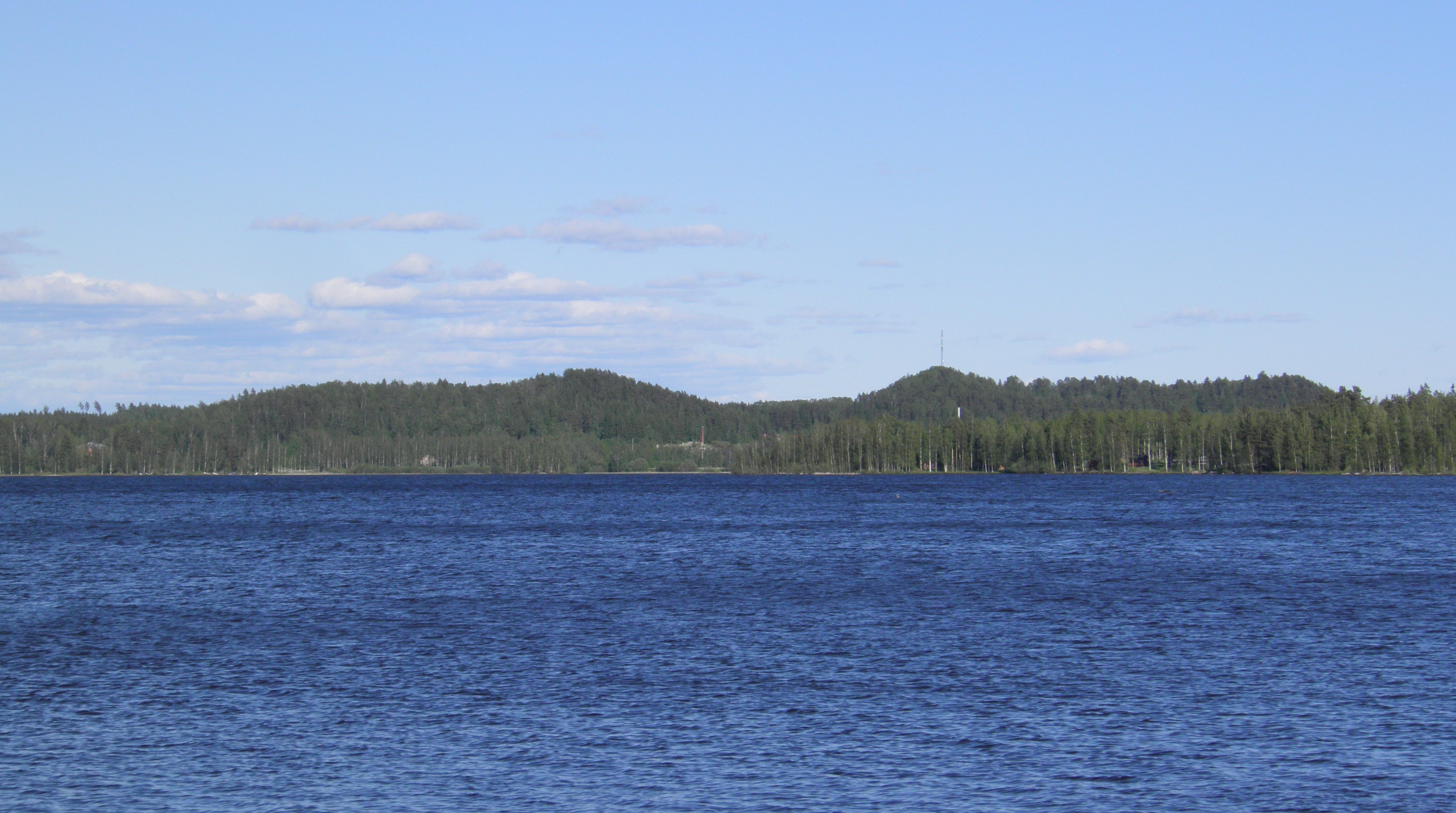
L'Untulanharju vu du lac Ormajärvi.

L'esker Untulanharju forme avec le lac Ormajärvi un habitat précieux qui fait partie du programme Natura 2000.
Le lac Ormajärvi situé en bordure de l'esker montre une végétation rare et diversifiée.
La couche superficielle de l'Untulanharju est en sable fin, appelé Lœss de Lammi, susceptible d'être emporté par le vent.  
Sur l'esker, il y a entre autres, des tilleuls à petites feuilles et des noisetiers. 
Au sommet de l'esker se trouve un ancien château d'eau.